# Ádám Hanga
Ádám Hanga (Budapest, 12 aprile 1989) è un cestista ungherese.

## Carriera
Nasce a Budapest da madre ungherese e padre della Guinea Equatoriale in Ungheria per motivi di studio, il quale però lasciò la famiglia quando Ádám aveva tre anni.
La sua prima squadra senior è stata l'Albacomp della città di Székesfehérvár, dove ha militato dal 2006 al 2011. Nell'ultima stagione ungherese ha segnato 17,7 di media a partita. Nel giugno 2011 i San Antonio Spurs hanno assunto i diritti NBA di Hanga chiamandolo alla 59ª scelta del draft di quell'anno, senza però inserirlo in rosa. Il giocatore ungherese ha così continuato a giocare in Europa con il passaggio al Manresa, giocando le sue prime due stagioni nella Liga ACB spagnola.
Hanga gioca tutta la stagione 2013-14 al Saski Baskonia (sponsorizzato Caja Laboral), debuttando in Eurolega. In quella successiva viene ceduto in prestito in Italia, ad Avellino, dove segna 10,6 punti in 28,7 minuti di utilizzo. Scaduto il prestito con la società campana (non qualificatasi per i play-off), Hanga già nel maggio 2015 rientra nei Paesi Baschi per continuare a giocare con il Saski Baskonia.
Il 22 agosto 2017, viene ufficializzata la sua rescissione con il Baskonia e la firma di un contratto triennale con il Barcellona.

## Statistiche

### Eurolega
| Anno       | Squadra        | PG  | PT  | MP   | TC%  | 3P%  | TL%  | RP  | AP  | PRP | SP  | PP   |
| ---------- | -------------- | --- | --- | ---- | ---- | ---- | ---- | --- | --- | --- | --- | ---- |
| 2013-2014  | Saski Baskonia | 15  | 0   | 17,0 | 44,9 | 28,6 | 56,0 | 2,1 | 1,1 | 0,7 | 0,5 | 5,6  |
| 2015-2016  | Saski Baskonia | 27  | 27  | 29,0 | 45,2 | 27,9 | 70,7 | 5,1 | 1,7 | 1,4 | 1,2 | 8,2  |
| 2016-2017  | Saski Baskonia | 33  | 30  | 28,0 | 44,9 | 33,6 | 66,7 | 4,4 | 2,4 | 1,3 | 0,7 | 10,5 |
| 2017-2018  | Barcellona     | 26  | 25  | 24,7 | 45,3 | 34,7 | 67,9 | 3,7 | 2,0 | 0,7 | 0,7 | 8,7  |
| 2018-2019  | Barcellona     | 27  | 13  | 20,9 | 46,4 | 28,2 | 74,5 | 4,0 | 1,9 | 1,1 | 0,3 | 8,8  |
| 2019-2020  | Barcellona     | 28  | 25  | 20,3 | 44,4 | 27,6 | 75,0 | 2,9 | 3,4 | 0,7 | 0,2 | 5,8  |
| 2020-2021  | Barcellona     | 41  | 7   | 15,9 | 42,1 | 34,3 | 64,7 | 2,2 | 1,7 | 0,8 | 0,3 | 4,6  |
| 2021-2022  | Real Madrid    | 31  | 26  | 18,9 | 42,8 | 29,6 | 77,3 | 3,1 | 1,7 | 0,6 | 0,4 | 5,8  |
| 2022-2023† | Real Madrid    | 27  | 16  | 13,4 | 37,6 | 36,2 | 72,4 | 1,8 | 1,7 | 0,6 | 0,2 | 4,2  |
| 2023-2024  | Stella Rossa   | 26  | 10  | 20,1 | 39,9 | 33,3 | 53,3 | 2,9 | 2,4 | 1,0 | 0,3 | 8,0  |
| Carriera   | Carriera       | 281 | 179 | 20,9 | 43,6 | 31,8 | 67,8 | 3,2 | 2,0 | 0,9 | 0,5 | 7,0  |

## Palmarès

### Squadra

#### Competizioni nazionali
- Campionato spagnolo: 2

Barcellona: 2020-2021
Real Madrid: 2021-2022
- Campionato serbo: 1

Stella Rossa: 2023-2024
- Copa del Rey: 3

Barcellona: 2018, 2019, 2021
- Liga catalana: 2

Barcellona: 2017, 2019
- Supercoppa spagnola: 2

Real Madrid: 2021, 2022
- Coppa di Serbia: 1

Stella Rossa: 2024

#### Competizioni internazionali
- Eurolega: 1

Real Madrid: 2022-23
- Lega Adriatica: 1

Stella Rossa: 2023-24

### Individuale
- Euroleague Best Defender: 1

Saski Baskonia: 2016-17